# San Miguel Sigüilá
San Miguel Sigüilá («San Miguel»: en honor a su santo patrono Arcángel Miguel; «Sigüilá»: del mam significa «Arboleda en el agua») es un municipio del departamento de Quetzaltenango, localizado a 20 km de la ciudad de Quetzaltenango y a 217 km de la Ciudad de Guatemala en la región sur-occidente de la República de Guatemala.
En la época colonial, hay una mención de San Miguel Sigüilá en la Descripción Cronológica de la provincia de Quetzaltenango de Joseph Domingo Hidalgo el 7 de agosto de 1797.
Luego de la Independencia de Centroamérica en 1821, Ostuncalco fue sede del circuito del mismo nombre en el distrito N.º 10 (Quezaltenango) para la impartición de justicia por medio de juicios de jurados; a este circuito fue asignado Sigüilá.
A partir del 3 de abril de 1838, San Miguel Sigüilá fue parte de la región que formó el efímero Estado de Los Altos hasta que este intento de secesión fue aplastado por el general Rafael Carrera, quien reintegró al Estado de Los Altos al Estado de Guatemala en 1840 y pocos meses después derrotó contundentemente al presidente de la República Federal de Centro América, el general liberal hondureño Francisco Morazán en la Ciudad de Guatemala.

## Toponimia
Muchos de los nombres de los municipios y poblados de Guatemala constan de dos partes: el nombre del santo católico que se venera el día en que fueron fundados y una descripción con raíz náhuatl; esto se debe a que las tropas que invadieron la región en la década de 1520 al mando de Pedro de Alvarado estaban compuestas por soldados españoles y por indígenas tlaxcaltecas y cholultecas.
Así pues, le confirieron el nombre de «San Miguel» en honor al Arcángel Miguel; por su parte, el topónimo «Sigüilá» se origina de las raíces  mam «Sigüil» (español: «leñador») y «á» (español: aféresis de «ja», agua), que quieren decir «arboleda en el agua» o «río o agua del leñador» ya que su ubicación geográfica, según el historiador criollo Francisco Antonio de Fuentes y Guzmán es en una ribera del Río Quihojola.

## División política
Contiene tres aldeas: La Emboscada, El Llano y La  Ciénaga; la aldea La Emboscada, a su vez, está dividida en dos sectores; sector «Uno» y sector «El Quetzal».

## Geografía física
El municipio de San Miguel Sigüilá tiene una extensión territorial de 28 km² convirtiéndolo en uno de los municipios más pequeños del departamento de Quetzaltenango. 

### Ubicación geográfica
Se encuentra en la parte norte del departamento de Quetzaltenango y completamente rodeado por municipios de este.  Está localizado a una distancia de 16 km de la cabecera departamental Quetzaltenango y a 218 km de la Ciudad de Guatemala.
- Norte: Olintepeque, Cajolá y San Juan Ostuncalco
- Este: La Esperanza
- Oeste: San Juan Ostuncalco
- Sur: San Juan Ostuncalco y La Esperanza[13]

|                            | Norte: Olintepeque Cajolá San Juan Ostuncalco |                    |
| Oeste: San Juan Ostuncalco |                                               | Este: La Esperanza |
|                            | Sur: San Juan Ostuncalco La Esperanza         |                    |

## Gobierno municipal
Los municipios se encuentran regulados en diversas leyes de la República, que establecen su forma de organización, lo relativo a la conformación de sus órganos administrativos y los tributos destinados para los mismos.  Aunque se trata de entidades autónomas, se encuentran sujetos a la legislación nacional y las principales leyes que los rigen desde 1985 son:
| N.º | Ley                                                | Descripción |
| --- | -------------------------------------------------- | --- |
| 1   | Constitución Política de la República de Guatemala | Tiene una regulación legal específica para los municipios en los artículos 253 al 262. |
| 2   | Ley Electoral y de Partidos Políticos              | Ley de carácter constitucional aplicable a los municipios en el tema de la conformación de sus autoridades electas. |
| 3   | Código Municipal                                   | Decreto 12-2002 del Congreso de la República de Guatemala. Tiene la categoría de ley ordinaria y contiene preceptos generales aplicables a todos los municipios, e inclusive contiene legislación referente a la creación de los municipios.             |
| 4   | Ley de Servicio Municipal                          | Decreto 1-87 del Congreso de la República de Guatemala. Regula las relaciones entra la municipalidad y los servidores públicos en materia laboral. Tiene su base constitucional en el artículo 262 de la constitución que ordena la emisión de la misma. |
| 5   | Ley General de Descentralización                   | Decreto 14-2002 del Congreso de la República de Guatemala. Regula el deber constitucional del Estado, y por ende del municipio, de promover y aplicar la descentralización y desconcentración económica y administrativa.                                |

El gobierno de los municipios está a cargo de un Concejo Municipal mientras que el código municipal —ley ordinaria que contiene disposiciones que se aplican a todos los municipios— establece que «el concejo municipal es el órgano colegiado superior de deliberación y de decisión de los asuntos municipales […] y tiene su sede en la circunscripción de la cabecera municipal»; el artículo 33 del mencionado código establece que «[le] corresponde con exclusividad al concejo municipal el ejercicio del gobierno del municipio».
El concejo municipal se integra con el alcalde, los síndicos y concejales, electos directamente por sufragio universal y secreto para un período de cuatro años, pudiendo ser reelectos.
Existen también las Alcaldías Auxiliares, los Comités Comunitarios de Desarrollo (COCODE), el Comité Municipal del Desarrollo (COMUDE), las asociaciones culturales y las comisiones de trabajo. Los alcaldes auxiliares son elegidos por las comunidades de acuerdo a sus principios y tradiciones, y se reúnen con el alcalde municipal el primer domingo de cada mes, mientras que los Comités Comunitarios de Desarrollo y el Comité Municipal de Desarrollo organizan y facilitan la participación de las comunidades priorizando necesidades y problemas.

## Historia
En la Descripción Cronológica de la provincia de Quetzaltenango de Joseph Domingo Hidalgo, publicada en la gaceta de Guatemala del lunes 7 de agosto de 1797, se menciona a San Miguel Sigüilá.

### Tras la Independencia de Centroamérica
La Asamblea Legislativa del recién creado Estado de Guatemala estableció los distritos para impartir justicia en su territorio en 1825, y Totonicapán fue sede del circuito del mismo nombre en el distrito N.º 9 (Totonicapán); a este circuito pertenecían también Salcajá, San Cristóbal, Shejul, Vobos (Sibilia), Sija y San Francisco.
La constitución del Estado de Guatemala promulgada el 11 de octubre de 1825 —y no el 11 de abril de 1836, como numerosos historiadores han reportado incorrectamente — creó los distritos y sus circuitos correspondientes para la administración de justicia según el Código de Lívingston traducido al español por José Francisco Barrundia y Cepeda; Ostuncalco fue sede del circuito del mismo nombre en el distrito N.º 10 (Quezaltenango); a este circuito pertenecían también San Martín, Chiquirichapa, Sigüilá, Cajolá y Cabricán.

### El efímero Estado de Los Altos

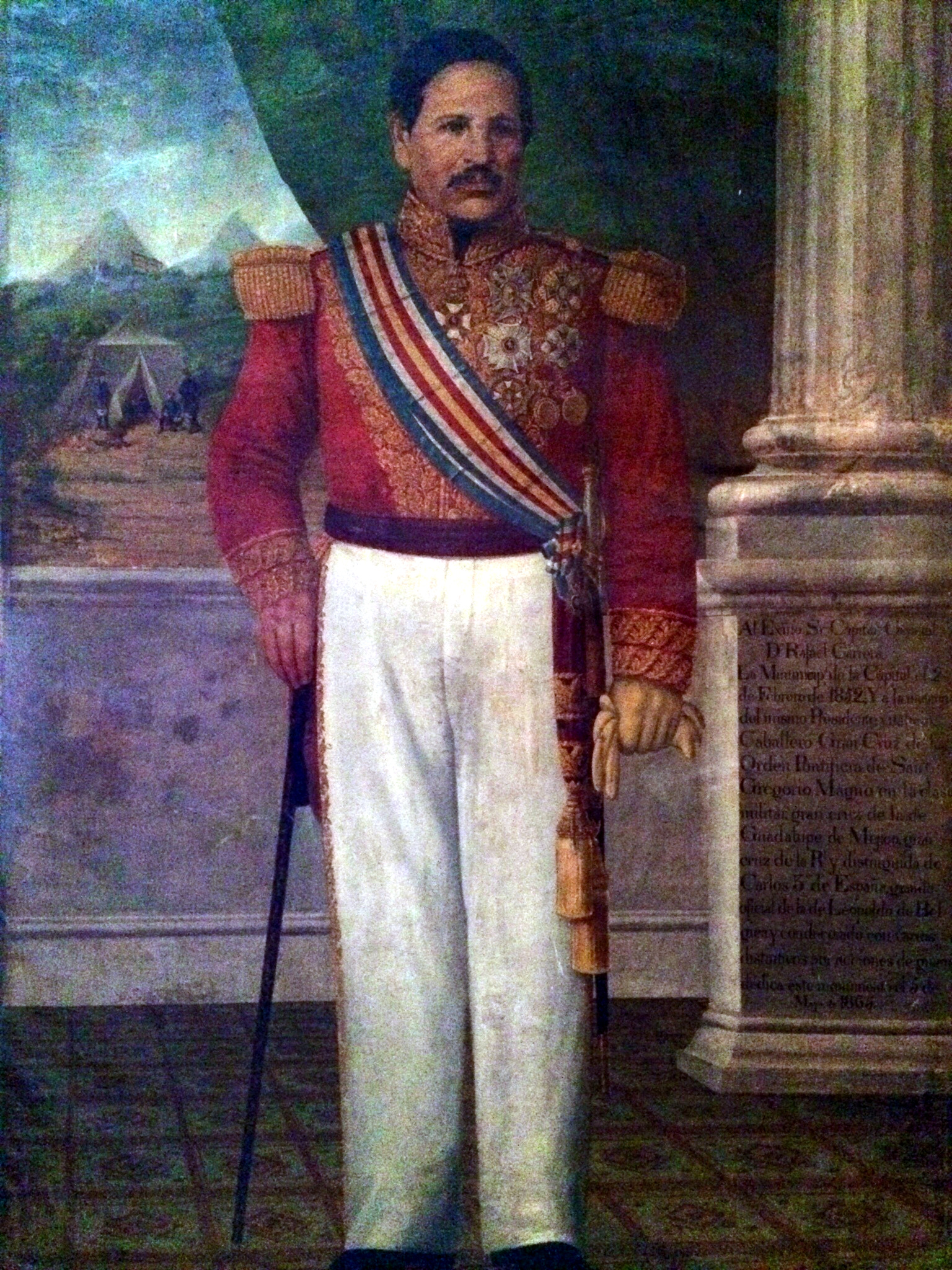
Retrato oficial del capitán general Rafael Carrera con la banda presidencial con los colores de la bandera de Guatemala instituida en 1858. En 1840 retomó por la fuerza el Estado de los Altos al que pertenecía Chiché y derrotó al presidente de la República Federal de Centro América, el general hondureño Francisco Morazán.

A partir del 3 de abril de 1838, San Miguel Sigüilá fue parte de la región que formó el efímero Estado de Los Altos y que forzó a que el Estado de Guatemala se reorganizara en siete departamentos y dos distritos independientes el 12 de septiembre de 1839:
- Departamentos: Chimaltenango, Chiquimula, Escuintla, Guatemala, Mita, Sacatepéquez, y Verapaz
- Distritos: Izabal y Petén[6]

La región occidental de la actual Guatemala había mostrado intenciones de obtener mayor autonomía con respecto a las autoridades de la ciudad de Guatemala desde la época colonial, pues los criollos de la localidad consideraban que los criollos capitalinos que tenían el monopolio comercial con España no les daban un trato justo.  Pero este intento de secesión fue aplastado por el general Rafael Carrera, quien reintegró al Estado de Los Altos al Estado de Guatemala en 1840 y pocos meses después derrotó contundentemente al presidente de la República Federal de Centro América, el general liberal hondureño Francisco Morazán en la Ciudad de Guatemala.

## Economía
Existen diferentes tipos de actividades que permiten al municipio crecer económicamente. Gracias a los suelos fértiles con el que el municipio cuenta, permite a los habitantes cultivar diferentes tipos de granos, frutas y verduras, También las artesanías son una fuente económica muy efectiva.

### Agricultura
Entre los diferentes tipos de cosechas que se producen en el municipio están: trigo, papa, maíz, haba y avena.

### Artesanía
Existen diferentes tipos de artesanías, pero las más importantes elaboraciones son las prendas de vestir típicas que están hechas algodón. Los textiles de algodón son muy producidas en el municipio.